# ライマン・カリアー
ライマン・カリアー（Lyman Currier、1994年8月28日 - ）は、アメリカ合衆国コロラド州ボルダー出身のフリースキーヤー。種目はハーフパイプ・スロープスタイル。使用しているスキー板のブランドはK2。

## 生い立ち
1996年、生後18か月でスキーを始める。父親は1972年札幌オリンピックにアルペンスキーのアメリカ代表として出場したデービッド・カリアー。
3歳の時からスキースクールで練習するようになる。
2012年にU.S. Freeskiing Rookie Teamに加入する。
趣味はバスケットボール、音楽鑑賞。

## 戦歴
2013年3月のFIS主催ワールドカップ・スペイン大会で初の表彰台となる1位(スロープスタイル)になる。
2013年12月に地元コロラド州ブリッケンリッジで開催したDew Tourではハーフパイプ種目で3位。1位はアメリカのデービッド・ワイズ、2位はアメリカのアーロン・ブランク。
2014年1月にアメリカのユタ州で開催されたUS Grand Prix Park City 2ではハーフパイプで1位に輝く。この大会はAFP大会で最もハイレベルなプラチナムイベントであり、この大会でのゴールドメダルはライマンが大会で残した最高の成績である。
2014年2月にロシアのソチで開催されたソチオリンピックではハーフパイプ種目で28位。
2015年3月のAFP World Tour Finalsではアメリカ出身のトリン・イェーター＝ウォレスに次ぐ2位。

## スポンサー
- K2
- Quiksilver
- Smith